# Arthrocereus
Arthrocereus és un gènere de cactus, natius de sud del Brasil en Minas Gerais.

## Taxonomia
- Arthrocereus glaziovii
- Arthrocereus melanurus
- Arthrocereus rondonianus
- Arthrocereus spinosissimus[2]